# Kolding Lufthavn
Kolding Lufthavn (ICAO: EKVD) er en lufthavn ved Primærrute 25 ca. 12 km vest-sydvest for Kolding, nær Vamdrup. 

## Historie
Kolding Lufthavn blev anlagt som Koldingegnens Lufthavn i 2001. Den skiftede i 2016 navn til det nuværende.

## Økonomi
Kolding Lufthavn, der drives som et anpartsselskab, havde i 2015 en omsætning på 2,5 mill. kr., hvilket markerede en svag stigning i forhold til årene forinden. Det klart største selskab i lufthavnen er Danish Air Transport, der har hjemsted her.